# Derobrachus lingafelteri
Derobrachus lingafelteri är en skalbaggsart som beskrevs av Santos-silva 2007. Derobrachus lingafelteri ingår i släktet Derobrachus och familjen långhorningar. Inga underarter finns listade i Catalogue of Life.